# Химено-де-Лерма, Хосе Ильдефонсо
Хосе Ильдефонсо Химено-де-Лерма (исп. José Ildefonso Jimeno de Lerma; 19 марта 1842, Мадрид — 16 ноября 1903, Мадрид) — испанский композитор, музыковед, органист и музыкальный педагог. Сын и ученик Романа Химено.
В 1861—1886 гг. органист кафедрального собора Гаваны и профессор семинарии в этом городе. В 1886 г. вернулся в метрополию и занял пост органиста в мадридском соборе Сан-Исидро.
С 1892 г. профессор органа в Мадридской консерватории, в 1897—1901 гг. её директор.
Автор камерных сочинений, различной церковной музыки, в молодости написал также три сарсуэлы. Опубликовал книгу «Очерки духовной музыки: церковное пение и орган» (исп. Estudios sobre música religiosa: el canto litúrgico, el órgano; 1895).
С 1883 г. академик Королевской академии изящных искусств Сан-Фернандо.